# Vlag van Tsjechisch-Silezië
De vlag van Tsjechisch-Silezië, bestaat uit twee even hoge horizontale banen in de kleuren geel, boven, en zwart. De vlag heeft geen officiële status: Tsjechisch-Silezië is een historische regio in Tsjechië, waarvan het grondgebied over verschillende bestuurlijke regio's is verdeeld. Historisch gezien maakt het onderdeel uit van de grotere historische regio Silezië, dat voor het grootste deel bij Polen hoort en verder bij Duitsland en Tsjechië.
De kleuren geel en zwart zijn afgeleid van het wapen van Silezië of Neder-Silezië, dat ook in andere Silezische wapens en in het wapen van Tsjechië is opgenomen. Het gaat om een zwarte adelaar op een geel veld. De adelaar heeft een witte halve maan op de borst met kruizen. De Silezische adelaar staat ook op de vlag van Neder-Silezië.
|  |  |